# Hamearis browni
Hamearis browni är en fjärilsart som beskrevs av Charles Oberthür 1923. Hamearis browni ingår i släktet Hamearis och familjen Riodinidae. Inga underarter finns listade i Catalogue of Life.